# Eyes on You (Got7)
Eyes on You è il decimo EP del gruppo musicale sudcoreano Got7, pubblicato il 12 marzo 2018.

## Descrizione
Il ritorno dei Got7 sulla scena musicale con un nuovo disco viene annunciato il 3 febbraio 2018 all'incontro con i fan per il quarto anniversario del gruppo. L'EP viene preceduto dalla pubblicazione, il 28 febbraio 2018, del singolo R&B, hip hop e EDM One and Only You in collaborazione con Hyolin.
Eyes on You consta di sei brani (sette nell'edizione fisica con la strumentale di Look) composti dal gruppo e contiene un messaggio destinato a un'esistenza preziosa; vede JB comporre per la seconda volta il brano apripista, nello specifico Look, una traccia house basata sul pop nella quale diversi cambi di arrangiamento mettono in luce le voci dei sette cantanti. Parla di non curarsi delle parole altrui, di esprimere il proprio amore quanto si desidera e di essere onesti con i propri sentimenti. In un'intervista pubblicata prima dell'uscita, i membri hanno dichiarato che si tratti di una canzone con la quale sono in grado di mostrare veramente loro stessi come musicisti.
The Reason è di genere pop e dance; Hesitate parla della preoccupazione che i propri sentimenti non siano ricambiati e ha una melodia alla chitarra, mentre Us esprime la frustrazione di una relazione nella quale è solo una persona a dare e la determinazione a raggiungere l'altro a qualunque costo. Il testo vede la richiesta di essere accettati e amati per poter diventare effettivamente un "noi". Il brano R&B e pop richiama i suoni della musica latina ed è stato scritto da Yugyeom come estensione di To Me da 7 for 7. Thank You è stata scritta e composta da Jinyoung per ringraziare i fan e consolare coloro ai quali dispiace di non poter dare di più alla persona amata, pur avendo già dato tutto; nel brano i fan vengono paragonati a una "via lattea verde". In termini di genere, è basata sulle canzoni delle band.

## Accoglienza
Idology ha indicato One and Only You come una delle canzoni più orecchiabili dei Got7. Nella recensione dell'intero album, ha osservato come la performance dell'intero gruppo e di JB come compositore e paroliere fossero migliorate, commentando che le tracce dopo Look sostenessero silenziosamente il disco. Ha ritenuto che i Got7 non fossero mai sembrati più felici e che Eyes on You fosse "un album dal chiaro senso pop che supera le aspettative di volta in volta", concludendo "con la freschezza di Look, si viene influenzati in modo inarrestabile e ci si abitua gradualmente al colore dei Got7. [...] È un EP nel quale finalmente ci si può concentrare sui Got7".
One and Only You è stato selezionato tra i 20 migliori singoli pop pubblicati da un gruppo idol nel 2018 da Y Magazine, che l'ha trovato degno di rappresentare il gruppo e migliore di Look.
Hong Dam-young del The Korea Herald ha invece ritenuto il disco "decente, ma non fresco" e che mancasse "una spinta potente o un flusso penetrante", concludendo "Eyes on You ritrae bene i Got7 come un piacevole regalo per i fan, ma musicalmente non aggiunge nulla".

## Tracce
1. One and Only You (feat. Hyolyn) – 3:20 (testo: Defsoul – musica: Shim Eunji, Albin Nordqvist, Louise Frick Sveen, Fredrik "Figge" Boström)
2. Look – 3:14 (testo: Defsoul, Mirror Boy, D.ham, Moon Hanmiru – musica: Defsoul, Mirror Boy, D.ham, Moon Hanmiru, Lee Sang-chul)
3. The Reason – 3:39 (testo: BamBam, Lee Ha-jin – musica: BamBam, Images)
4. Hesitate (망설이다?, Mangseor-idaLR) – 3:05 (testo: Amillo, Ars – musica: 5S, Amillo, Ars, Honggom, Ryan Im)
5. Us (우리?, UriLR) – 3:16 (testo: Samuel Ku, Yugyeom – musica: Effn, Yugyeom, Heth)
6. Thank You (고마워?, Goma-woLR) – 3:46 (testo: Jinyoung – musica: Stephen Langstaff, Charlie Tenku, Matthew Weedon, Distract, Jinyoung)

Edizione fisica
1. Look (Instrumental) – 3:14 (musica: Defsoul, Mirror Boy, D.ham, Moon Hanmiru, Lee Sang-chul)

## Formazione
- Mark – rap
- JB (Defsoul) – voce
- Jackson – rap
- Jinyoung – voce
- Youngjae (Ars) – voce
- BamBam – rap
- Yugyeom – voce

## Successo commerciale
Dopo l'uscita, Eyes on You si è classificato primo in Corea del Sud sulla Gaon Weekly Album Chart, vendendo 300 451 copie nel mese di marzo. Ha debuttato in seconda posizione sulla Billboard Heatseekers Album Chart e sulla Billboard World Albums Chart. Su iTunes ha raccolto 20 primi posti.
È stato il dodicesimo disco più venduto in Corea del Sud nel 2018 con 332 580 copie a fine anno. Il 10 maggio 2018 è stato certificato platino.

## Classifiche

### Classifiche settimanali
| Classifica (2018) | Posizione massima |
| ----------------- | ----------------- |
| Corea del Sud     | 1                 |

### Classifiche di fine anno
| Classifica (2018) | Posizione |
| ----------------- | --------- |
| Corea del Sud     | 12        |

## Riconoscimenti
- Circle Chart Music Award
  - 2019 – Candidatura a Album dell'anno (Primo quarto)[22]
- Golden Disc Award
  - 2019 – Disc Bonsang[23]
  - 2019 – Candidatura a Disc Daesang